# オラピン・シナモンベック
オラピン・シナモンベック（タイ語: อรพินท์ สินอมรเวช、英語: Orapin Sinamonvech、1972年8月29日 - ）は、タイの社会起業家。KOKOBOARDの代表。休暇で訪れたクート島にてココナッツ農家の労働賃金の低さとココナッツ殻の焼却による大気汚染に課題意識を持つ。解決のために農家から買い取ったココナッツ殻を原材料にパーティクルボードを製作する会社を起業。農家の貧困と環境問題の解決となるボードの開発にたどり着き、KOKOBOARDを立ち上げた。 

## 経歴

### 幼少期から青年期
1972年バンコクに生まれる。幼少期より稲わらの焼却による大気汚染に対して課題意識を抱く。Burapha University在学中に農家支援のプログラムで農家を訪問し、貧困に喘ぐ現状を目の当たりにする。その経験をきっかけに、大学卒業後2年間に渡り、農家コミュニティー存続のためのNGOに所属、調査業務に従事。その後California College of the Artsに留学のチャンスを得て、英語とグラフィックデザインの知識を習得する。

### 起業と事業内容
1997年頃タイに帰国し、テレビ局に就職。2008年、タイのクート島を訪問した際、ココナッツ農家の労働賃金の低さに衝撃を受ける。更に、膨大な量のココナッツ殻が焼却処分されることによる大気汚染にも課題意識を持つ。タイではココナッツ殻や稲わら等の農業廃棄物は焼却処理が通例となっており、その二酸化炭素排出量は年間2700万トンにのぼる。オラピンはこの農業廃棄物を活用することで農家の収入を増やし、かつ環境改善にも繋げられると考えた。そこで廃棄物の再資源化を目指した研究開発を行い、2009年にココナッツ殻や稲わら等の農業廃棄物から建材としてのパーティクルボードを製作するKOKOBOARDを立ち上げた。
2011年のタイの洪水で工場が被災したことによって継続が困難になったが、農家支援と環境問題解決に対する情熱が尽きることなく、現工場地に移設再建。その後、2016年よりボードを用いた小物雑貨の独自ブランド、PIECEFULLを立ち上げる。

### 受賞歴
SOCIAL ENTERPRISE Award 2014
The 2018 Global Opportunity Report